# Tetrastichomyia
Tetrastichomyia is een geslacht van vliesvleugeligen uit de familie Eulophidae. De wetenschappelijke naam van dit geslacht is voor het eerst geldig gepubliceerd in 1916 door Girault.

## Soorten
Het geslacht Tetrastichomyia omvat de volgende soorten:
- Tetrastichomyia clisiocampae (Ashmead, 1894)
- Tetrastichomyia pulchricornis (Gahan, 1919)
- Tetrastichomyia silvensis Girault, 1916